# Евстатиос Стоянакис
Евстатиос Стоянакис (на гръцки: Ευστάθιος Ι. Στουγιαννάκης) е гръцки политик и историк от първата половина на XX век.

## Биография
Роден е в 1876 година като Евстатий Стоянов в гъркоманско семейство в южномакедонския град Воден, тогава в Османската империя, днес в Гърция. Учи в Солунското гръцко педагогическо училище със стипендия от гръцката държава и след това във Философския факултет на Атинския университет. Избиран е за пъти за депутат от ном Солун и ном Пела в 1915 година и в 1920 година. Автор е на „История на Негуш“, издадена в 1925 година (Ή Ιστορία της Ναούσης) и „Воден македонският в историята“, издадена в 1932 година (Ή 'Έδεσσα ή Μακεδόνικη εν τη Ιστορία), за която получава докторска степен по филология.
Жени се за Мария Колюска, учителка в детска градина, с която имат две деца, Димитриос, който става филолог, и Александрос, математик.
Умира в Негуш на 14 март 1939 година.